# Lijst van burggraven van Gent

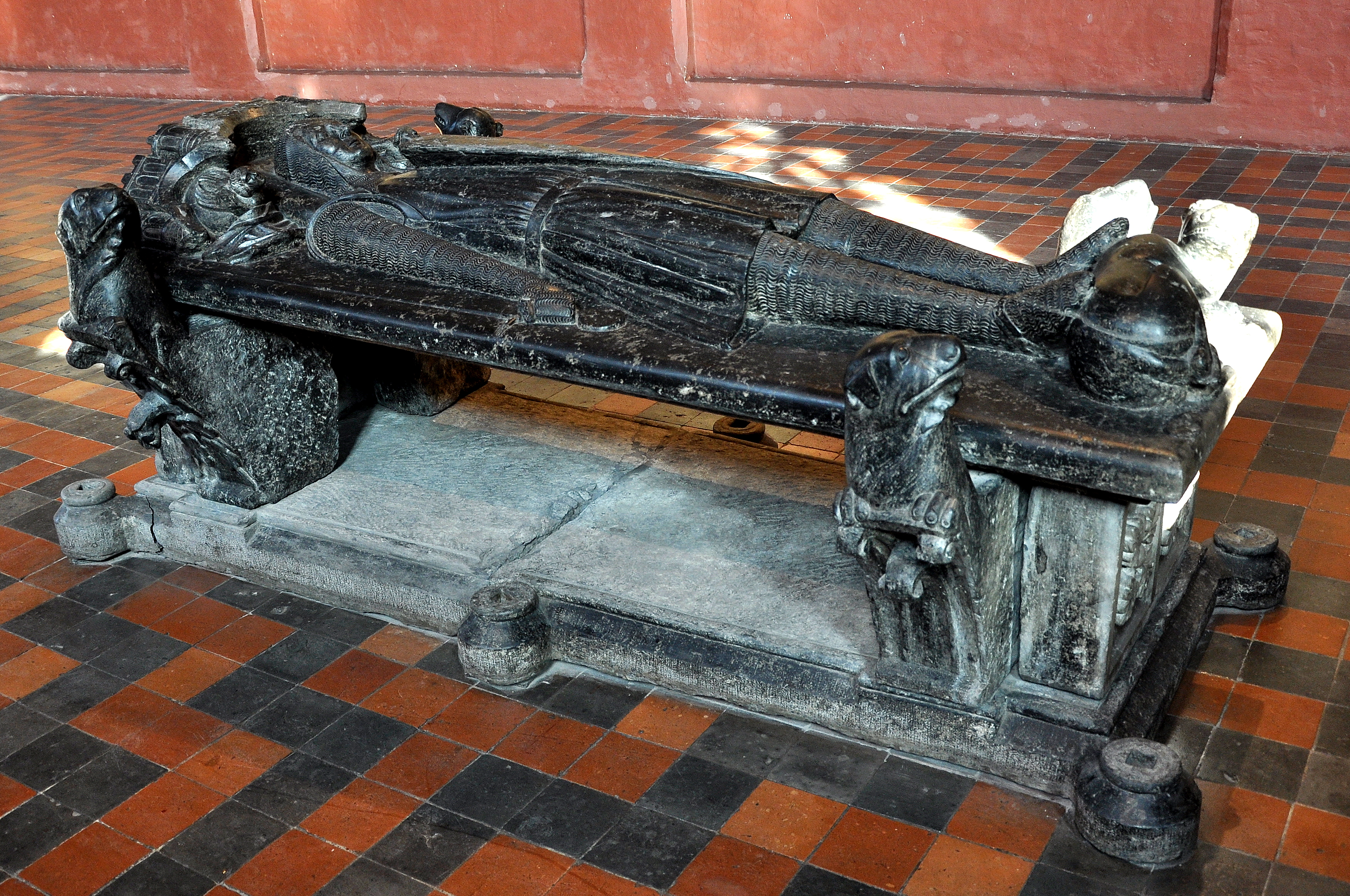
Grafmonument van Hugo II, burggraaf van Gent van 1227 tot 1232

De burggraaf van Gent, of kastelein, was een hoge ambtenaar die, als vertegenwoordiger van de graaf van Vlaanderen, in diens naam onderhandelde. Hij of zij zetelde op een burcht of ander soort vesting, waarvan de naam werd afgeleid. De functie van burggraaf verwerd langzamerhand tot een erfelijke functie, waarna de titel haar betekenis verloor en een dode letter werd.
Wichman IV werd als schoonzoon van Graaf van Vlaanderen Arnulf de Oude aangesteld als (burg)graaf van Gent. Hij werd in zijn functie opgevolgd door Dirk II van Holland die eveneens met een dochter van Arnulf de Oude was gehuwd. 
De graven van Holland Dirk II, Arnulf I en Dirk III wisten zich enige tijd op te werpen als min of meer onafhankelijk graven van Gent, gedurende de minderjarigheid van de jonge Vlaamse graaf Boudewijn IV. Boudewijn IV herstelde het gezag door een eigen burggraaf, namelijk Adalbert van Gent, aan te stellen en ondermijnde zo de macht van de Hollandse graven. 
Burggraven droegen in de keures en charters vele diverse namen: Castellanus, pretorurbanus, praefectus urbis, vicecomes, burggravius, borghgrave, chastellain, vicomte, e.d.
Onder de kasteleins bestonden er vele rangen. Dezen van Gent waren van eerste rang en hoge adel. Zij waren militaire bevelhebbers van het Castrum.
De burggraaf van Gent voerde ook het bevel over een groot deel van het grafelijke leger. Hij was voorzitter van het schepengerecht van de kasselrij van Oudburg en oefende aldus de justitie uit.
In de eerste helft van de 12de eeuw deed de baljuw zijn intrede en gold de vervangende taak van de kastelein enkel nog in de steden. In het begin van de 14de eeuw was het burggraafschap nog slechts een titel en wilden de burggraven van Gent zich van Vlaanderen meester maken om hun voorrechten terug te krijgen. In 1214 en 1302, respectievelijk in de Slag bij Bouvines en de Guldensporenslag, streden de kasteleins in de rangen van de Franse koning tegen de graaf en de gemeenten. In de loop van de 14de eeuw won de graaf het pleit en kwam hij opnieuw in het bezit van de kasselrijen, die onder het feitelijk bestuur stonden van een baljuw; deze trad op in naam, en als plaatsvervanger, van de graaf.
Er is weinig bekend over de kasteleins van Gent. Hun namen komen voor in nog bestaande aktes en in kronieken zoals de Miracula S. Bavonis, die onze kennis helaas niet erg verrijken. De onderstaande data staan dan ook niet onherroepelijk vast. 

## Burggraven (kasteleins) van Gent
- 949-965   - Wichman IV van Hamaland
- 965-988   - Dirk II van Holland (zwager van Wichman IV)
- 988-993   - Arnulf van Gent (zoon van Dirk II)
- 993-994   - Dirk III van Gent (zoon van Arnulf)
- 994-1010  - Adalbert van Gent
- 1010-1032 - Lambert I van Gent
- 1032-1071 - Folcard I (zoon van Lambert I)
- 1071-1074 - Lambert II (zoon van Folcard I)
- 1072-1074 - Folcard II (broer van Lambert II)
- 1074-1120 - Wenemar I, heer van Bornem (zoon van Folcard II)
- 1120-1122 - Zeger I (zoon van Wenemar I)
- 1122-1128 - Wenemar II (broer van Zeger I; afgezet door graaf Willem Clito)
- 1127-1128 - Arnoul ("tegen-kastelein")
- 1128-1135 - Wenemar II (terug aangesteld door graaf Diederik van de Elzas)
- 1139-? - Hugo d'Encre II (schoonzoon van Zeger I; huwde diens dochter Alicia)
- 1140-? - Hendrik
- 1140-? - Viviaan van Munte (zoon van Ascric van Munte)
- 1157-1187 - Rogier (was tevens kastelein van Kortrijk)
- 1187-1199 - Zeger II van Viggezele (waarschijnlijk de eerste kastelein die het Gravensteen bewoonde en hoogstwaarschijnlijk de bouwer van het mottekasteel Hoge Wal te Ertvelde)
- 1200-1227 - Zeger III, heer van Bornem en Heusden (huwde Beatrix van Heusden; vader van ridder Geraard de Duivel)
- 1227-1232 - Hugo II (zoon van Zeger III en gehuwd met Oda (Odette) de Champagne). Zijn graftombe (zie foto) is te bezichtigen in het STAM te Gent. Ze werd in 1948 ontdekt in de abdij Nieuwenbosch te Heusden[1]
- 1234-1234 - Oda de Champagne ("regent" voor haar minderjarige zoon Hugo)
- 1234-1264 - Hugo III, heer van Heusden (huwde met Maria van Gavere)
- 1265-1287 - Hugo IV (zoon van Hugo III, gehuwd met Maria de Reux)
- 1280-1307 - Geeraard, heer van Zottegem
- ca.1318-? - Hugo V van Zottegem (de laatste effectieve kastelein van Gent,; hij streed mee in de Guldensporenslag) aan de zijde van de Franse koning tegen de graaf.

Noot: Na het 'Huis van Zottegem' droegen de families Van Antoing (16de eeuw) en Van Melun (17de eeuw) de symbolische titel van burggraaf. De laatste kastelein (burggraaf) was Rohan (overl. in 1787). De Franse Revolutie maakte er een definitief einde aan.
De leden van de bij het ontstaan van België invloedrijke familie Vilain XIIII zijn echter nog rechtstreekse afstammelingen van deze burggraven van Gent.